# Kalmarsunds gymnasieförbund
Kalmarsunds gymnasieförbund är ett kommunalförbund som bildades 1 juli 1995. Förbundet har till uppgift att bedriva och utveckla gymnasial utbildning och kommunal vuxenutbildning åt medlemskommunerna Borgholm, Kalmar, Mörbylånga och Torsås. De bedriver även kvalificerad yrkesutbildning. Förbundschef är Mats-Peter Krantz. Sedan december 2022 finns knutet till Kalmarsunds gymnasieförbund även ett innovationscenter och sedan 2023 en framgångsakademi.

## Politisk organisation
Kalmarsunds gymnasieförbunds högsta beslutande organ är styrelsen.
Styrelsen består av 11 förtroendevalda. Fem från Kalmar, samt två från vardera Borgholm, Mörbylånga och Torsås.

## Studerande och medarbetare
Cirka 3 250 elever finns inom gymnasieskolan och ungefär 1 000 studerande inom kommunal vuxenutbildning. Personalen utgörs av cirka 540 tillsvidareanställda varav vissa med titeln FÖL eller förstelärare. Tidigare uppbar dessa titeln SYL eller särskilt yrkesskickliga lärare.

## Förbundets skolor
- Axel Weüdelskolan
- Kalmar gymnasiesärskolan
- Jenny Nyströmsskolan
- Lars Kaggskolan
- Stagneliusskolan
- Ölands Kunskapscenter